# ليو موتشيزوكي
ليو موتشيزوكي (باليابانية: 望月 嶺臣) (18 يناير 1995 في اليابان – )؛ هو لاعب كرة قدم ياباني سابق كان يلعب كلاعب وسط.

## وصلات خارجية
- ليو موتشيزوكي على موقع الاتحاد الدولي (مؤرشف)  (الإنجليزية)
- ليو موتشيزوكي على موقع رابطة كرة القدم اليابانية للمحترفين (اليابانية)
- ليو موتشيزوكي على موقع قاعدة بيانات كرة القدم.إي يو (الإنجليزية)
- ليو موتشيزوكي على موقع Soccerway.com (الإنجليزية)
- ليو موتشيزوكي على موقع عالم كرة القدم.نت (الإنجليزية)
- ليو موتشيزوكي على موقع كووورة